# Невіруючий (Доктор Хаус)
«Невіруючий» (англ. Unfaithful)  — п'ятнадцята серія п'ятого сезону американського телесеріалу «Доктор Хаус». Прем'єра епізоду проходила на каналі FOX 16 лютого 2009. Доктор Хаус і його нова команда мають врятувати священка, який вже давно втратив віру у Бога.

## Сюжет
Священик Даніель вирішує напитися, а згодом йому починає ввижатися Ісус. Хаус наказує зробити ЕКГ, щоб відкинути епілепсію, КТ, щоб відкинути пухлину мозку, і перевірити кімнату, де мешкає пацієнт. З розмови з пацієнтом команда дізнається, що чотири року тому один з учнів Даніеля звинуватив його в розбещені. Від тоді він побував майже у всіх штатах США. Тауб вважає, що пацієнт негідник і намагається його виписати, оскільки думає, що він просто забагато випив. Проте чоловік починає скаржитись на оніміння ноги, при перевірці у нього відпадає палець.
Пацієнта перевозять у гіперболічну камеру. Хаус дає право Форману і Тринадцятій вирішити, що для них важливіше: робота чи стосунки. Форман вважає, що якщо вони не будуть грати в цю гру, то обидва вийдуть сухими з води. Але Хаус вирішує звільнити Формана. Ситуація ускладнюється тим, що Кадді не хоче давати йому рекомендацію. Тим часом у Даніеля виникає серцевий напад, який зовсім не схожий на нього. Хаус думає, що у нього порушення коагуляції і наказує зробити ангіограму. Вона нічого не виявляє, але команда розуміє, що у чоловіка оніміння всього тіла, окрім голови. Хаус наказує зробити НМГ, але у пацієнта зникає зір у правому оці. Хаус вважає, що селезінка виробляє речовину, яка і спровокувала всі симптоми. Команда робить біопсію органа і розуміє, що у Даніеля можливий СНІД. Тауб вирішує повідомити цю новину хлопцю, який звинуватив пацієнта у розбещенні. Але він дає зрозуміти, що запросто міг набрехати про стосунки з чоловіком. Форман і Тринадцята розігрують сценку, де вони розходяться і Хаус бере Формана назад у команду.
Невдовзі у чоловіка з'являється висип по всьому тілу і Хаус наказує зробити генетичні аналізи. Під час взяття аналізу до Даніеля приходить хлопець Раян і просить у нього вибачення. Команда розуміє, що їх пацієнт не розбещував підлітка, а насправді все було навпаки. Через деякий час Хаус розуміє, що якщо викреслити галюцинацію, то вийдуть симптоми типового Віскота-Олбритча. Він повідомляє новину чоловіку і каже йому, що Ісуса той побачив через алкоголь. Аналіз підтверджує хворобу і команда починає лікування.

## Цікавинки
- Кадді вирішує провести сімхадбат Рейчл і запрошує Хауса, але той відмовляється. Кадді розуміє, що вона справді хотіла б, щоб Хаус прийшов.